# Rockport Railroad
Die Rockport Railroad ist eine ehemalige Eisenbahngesellschaft in Maine (Vereinigte Staaten). Sie wurde am 18. Mai 1886 gegründet und baute eine etwa fünf Kilometer lange Bahnstrecke von Rockport nach Simonton Corners. Da die Bahn ohnehin keinen Anschluss an andere Eisenbahnen hatte, wählte man aus Kostengründen die Spurweite von drei Fuß (914 mm). Die Strecke wurde noch 1886 eröffnet und transportierte hauptsächlich Kalkstein aus Steinbrüchen in Simonton Corners zu Kalköfen in Rockport. In geringem Umfang wurden auch Fahrgäste befördert. Nach Eröffnung einer Straßenbahnstrecke durch Rockport, die auch einige neue Kalksteinbrüche in Camden anband, wurde die Strecke nicht mehr benötigt und 1896 endete der Betrieb. Man rechnete mit einer Wiederinbetriebnahme und ließ die Gleise intakt. Die beiden Dampfloks der Bahn wurden erst 1934 verschrottet und 1937 erfolgte auch die endgültige Stilllegung der Bahnstrecke. Die Gleise wurden während des Zweiten Weltkriegs abgebaut.